# 宣統

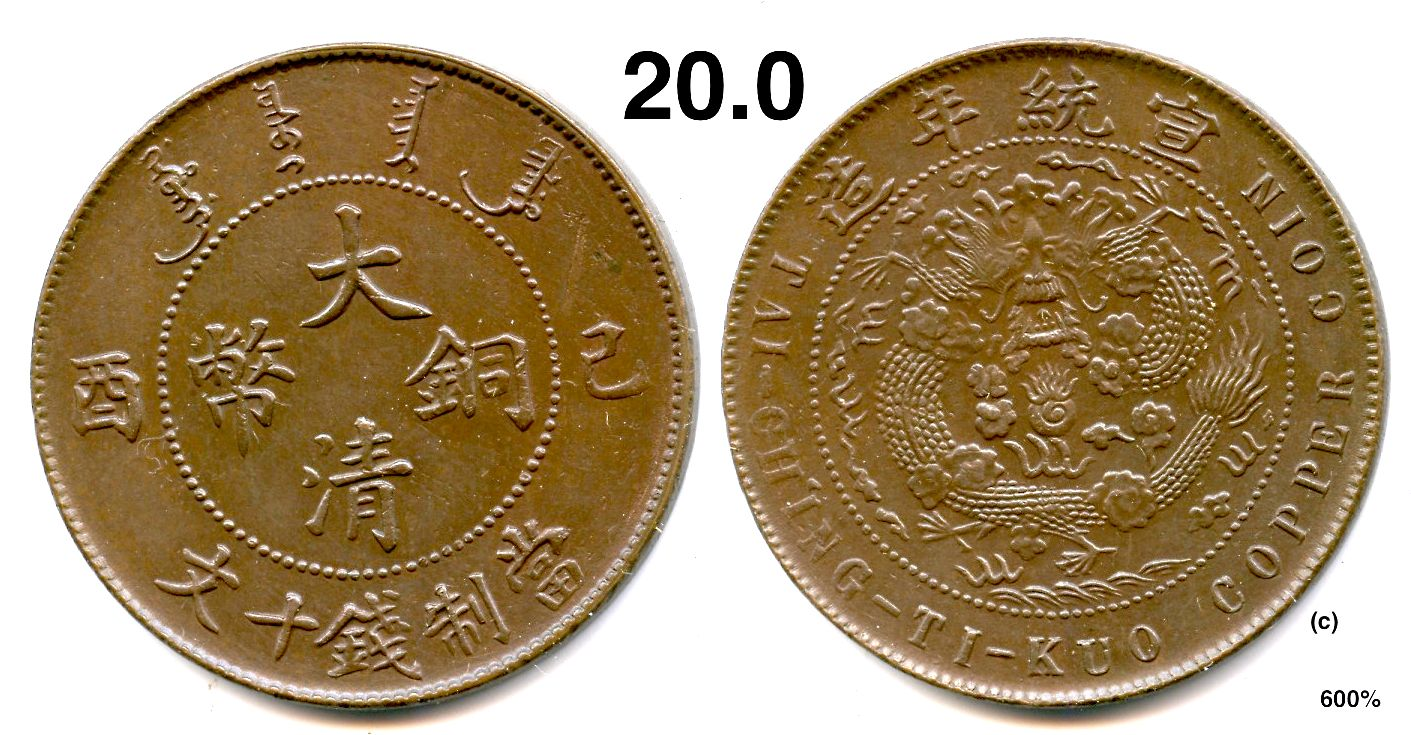
大清銅幣。満洲語と漢文で「gehungge yoso i aniyai weilehe、宣統年造」と記されている

宣統（せんとう、満洲語：ᡤᡝᡥᡠᠩᡤᡝ
ᠶᠤᠰᠤ、転写：gehungge yoso）は、中国の歴史で、清朝の最後の皇帝である愛新覚羅溥儀の治世に使われた元号である。1909年から1911年。清朝は一世一元の制を布いていたため、溥儀を宣統帝と称することもある。なお、モンゴル語では、ケブト・ヨス（ᠬᠡᠪᠲᠦ
ᠶᠣᠰᠣ、Хэвт Ёс）と言った。

## 宣統年間の経過
宣統3年11月13日（1912年1月1日）、南京に中華民国臨時政府が成立し、北方の清朝政府と南方の中華民国臨時政府が対峙したが、戦闘継続を困難と判断した隆裕皇太后の決断により退位詔書が発表され、宣統帝は宣統3年12月25日（1912年2月12日）に退位した。
退位詔書の発表前に清朝側と中華民国側の協議によって退位後の皇室、皇族、満蒙回蔵各族の待遇について取り決めた清室優待条件によって、自発的に退位した皇室への敬意を示して宣統皇帝の称号を維持すること、中華民国政府が宣統帝に対して外国君主と同等の礼を尽くすこと、皇帝をはじめとする皇族がそのまま紫禁城内に居住することなどが認められた。このため紫禁城内（遜清皇室小朝廷）では宣統元号が使われ続けていたほか、清朝に忠誠を続ける各地の遺臣や復辟派は民国の年号を嫌い宣統の年号を使用し続けていた。また1917年には張勲復辟により皇帝に復位する事件も発生している。このため、この頃編纂が行われていた『清史稿』では、中華民国成立後の記事に関しても「民国」ではなく「宣統」が使われている。この措置に対して、中国国民党をはじめとする共和派は、激しく反発していた。
しかし、第二次奉直戦争の最中であった1924年10月、馮玉祥による突然の北京における首都革命で清室「優待条件修正案」の突き付けにより溥儀は皇帝の尊号を廃され、元号の使用も違法とされた。

## 西暦等との対照表
| 宣統     | 元年     | 2年    | 3年    | (4年)             | (5年)  | (6年)  | (7年)  | (8年)  | 9年    | (10年) |
| 西暦     | 1909年   | 1910年 | 1911年 | 1912年            | 1913年 | 1914年 | 1915年 | 1916年 | 1917年 | 1918年 |
| 干支     | 己酉     | 庚戌   | 辛亥   | 壬子              | 癸丑   | 甲寅   | 乙卯   | 丙辰   | 丁巳   | 戊午   |
| 民国     | -        | -      | -      | 元年              | 2年    | 3年    | 4年    | 5年    | 6年    | 7年    |
| 皇紀     | 2569年   | 2570年 | 2571年 | 2572年            | 2573年 | 2574年 | 2575年 | 2576年 | 2577年 | 2578年 |
| 日本元号 | 明治42年 | 43年   | 44年   | 明治45年 大正元年 | 2年    | 3年    | 4年    | 5年    | 6年    | 7年    |
| 檀紀     | 4242年   | 4243年 | 4244年 | 4245年            | 4246年 | 4247年 | 4248年 | 4249年 | 4250年 | 4251年 |
| 隆熙     | 3年      | 4年    | -      | -                 | -      | -      | -      | -      | -      | -      |
| 宣統     | (11年)   | (12年) | (13年) | (14年)            | (15年) | (16年) |        |        |        |        |
| 西暦     | 1919年   | 1920年 | 1921年 | 1922年            | 1923年 | 1924年 |        |        |        |        |
| 干支     | 己未     | 庚申   | 辛酉   | 壬戌              | 癸亥   | 甲子   |        |        |        |        |
| 民国     | 8年      | 9年    | 10年   | 11年              | 12年   | 13年   |        |        |        |        |
| 皇紀     | 2579年   | 2580年 | 2581年 | 2582年            | 2583年 | 2584年 |        |        |        |        |
| 日本元号 | 大正8年  | 9年    | 10年   | 11年              | 12年   | 13年   |        |        |        |        |
| 檀紀     | 4252年   | 4253年 | 4254年 | 4255年            | 4256年 | 4257年 |        |        |        |        |